# Афанасій Затвірник
Афанасій, затвірник з Дальніх печер (13 століття, Київ) — православний святий,  чернець Печерського монастиря. Преподобний. 

## Життєпис
Про життя прп. Афанасія відомо тільки те, що він усамітнився в печері, щоб у безмовності і суцільній темряві служити Богові. Зцілював тих, хто приходив до нього з вірою. Згодом одержав дар бачити в печерній темряві без свічки. 
Його мощі спочивають у Дальніх печерах, поряд з мощами Діонисія Затвірника та недалеко від підземної церкви Благовіщення Пресвятої Богородиці. Частинки з мощами є в м. Миколаєві, в храмі Всіх Святих (Україна), м. Тольятті, Храм Ікони Божої Матері Казанської (Росія), м. Полоцьк,  Полоцький Спасо-Євфросинієвський жіночий монастир (Білорусь), м. Москва, храм Іверської ікони Божої Матері на Вспольї (Росія).

В акафісті всім преподобним Печерським про нього сказано: 
|  | «Радуйся, Афанасію, бо красою світу цього ти знехтував». |

.

## Іконографія
На зображеннях Собору Києво-Печерських святих святий представлений, як правило, в правій групі, за прп. Феодосієм Печерським, в чернечому вбранні, в 6-му ряді 1-м зліва, поряд з Діонисієм Затвірником з куколем на голові, в ряду іноків, які спочивають у Дальніх печерах.

## Пам'ять
Пам'ять 28 серпня і 2 грудня.